# ФК „Ботев“ (Гълъбово)
Ботев Гълъбово е български футболен клуб от град Гълъбово, участващ във Втора професионална футболна лига. Основните цветове на отбора са червено, бяло и черно. Домакинства на стадион „Енергетик“ в Гълъбово, който е с капацитет от 3000 места.

## История
Клубът е основан през 1945 г. като физкултурно дружество „Ботев“. През лятото на 1968 г. е преименуван на „Енергетик“. През сезон 1970/71 участва за първи път в Б група, но завършва на 17-о място и изпада в третия ешелон. Преди началото на сезон 1991/92 клубът отново възстановява първоначалното си име „Ботев“. През сезон 2012/13 завършва на 1-во място в Югоизточната В група и за втори път в историята си печели промоция за Б група.

## Наименования
- Ботев (1945 – 1952)
- Миньор (1952 – 1957)
- Ботев (1957 – 1968)
- Енергетик (1968 – 1991)
- Ботев (от 1991)

## Успехи
- Б група:
  - 8-о място – 2014/15

## Състав2018/2019
Към 1 март 2019 г.

## Сезони
| Сезон   | Име      | Група      | Място | Нац. Купа |
|         |          |            |       |           |
| 2008–09 | Добруджа | В Група    | 18    |           |
| 2009-10 | Добруджа | Б Група    | 13    |           |
| 2010-11 | Добруджа | Б Група    | 9     |           |
| 2011-12 | Добруджа | Б Група    | 8     |           |
| 2012-13 | Добруджа | В Група    | 1     |           |
| 2013-14 | Добруджа | Б Група    | 3     |           |
| 2014-15 | Добруджа | Б Група    | 5     |           |
| 2014-15 | Добруджа | Б Група    | 14    |           |
| 2015-16 | Добруджа | Б Група    | 18    |           |
| 2016-17 | Добруджа | Трета лига | 2     |           |
| 2017-18 | Добруджа | Трета лига | 1     |           |